# Les Istres-et-Bury
Les Istres-et-Bury è un comune francese di 98 abitanti situato nel dipartimento della Marna nella regione del Grand Est.

## Società

### Evoluzione demografica
Abitanti censiti